# 12 Gifts of Christmas
12 Gifts of Christmas is een Amerikaanse speelfilm uit 2015 onder regie van Peter Sullivan.

## Verhaal
Met nog twee weken tot Kerstmis huurt een drukke zakenman, Marc Rehnquist, een beginnende kunstenaar in, Anna Parisi, om hem te helpen bij het uitkiezen van geschenken voor zijn vrienden en familie.

## Rolverdeling
- Katrina Law - Anna Parisi
- Aaron O'Connell - Marc Rehnquist
- Donna Mills - Joyce Rehnquist
- Melanie Nelson - Marie
- Alesandra Durham - Yvonne Carlson
- Jill Adler - Sandy
- Michael Burchard - Edward Maxwell
- Laiya White - Bella
- Alyssa Buckner - Sophia
- JJ Neward - Eva
- Matthew Sincell - Erik Carlson
- Koleman Stinger - Jackson Carlson